# Stefansmedaljen
Ärkebiskopens Stefansmedalj är ett förtjänsttecken som ärkebiskopen av Uppsala utdelar till högt förtjänta medlemmar av Svenska kyrkan för utomordentlig insats i kyrkan. Den instiftades av ärkebiskopen Bertil Werkström 1990 och är uppkallad efter ärkebiskop Stefan (död 1185) av Uppsala stift. Förtjänsttecknet tillkom i samråd med Kungl. Maj:ts Orden. Det utförs i guld med violett band, har formen av Uppsalas förste ärkebiskops sigill och visar Stefans sigillbild inom en spetsoval. Medaljen är utformad av konstnären Bengt Olof Kälde.
Till medlemmar i andra kyrkor utdelar ärkebiskopen S:t Eriks plakett.

## Medaljörer
- 1990 – Clarence Nilsson (1923–1999), domprost[2]
- 1991 – Göran Göransson (1925–), departementsråd
- 1992 – H M Konung Carl XVI Gustaf
- 1992 – H M Drottning Silvia
- 1992 – Erik Petrén (1919–2013), teol dr h c
- 1993 – Per Erik Persson, professor
- 1993 – Anne-Marie Thunberg (1923–2005), teol. dr
- 1993 – Lars Thunberg, docent, författare (1928–2007)
- 1995 – Åke Andrén, professor (1917–2007)
- 1995 – Ingrid le Roux, läkare, missionär[3]
- 1995 – Göran Åstrand, kyrkomötets ordförande
- 1996 – Carl Gustaf von Ehrenheim, godsägare, kyrkomötets ordförande
- 1996 – Jerk Alton, arkitekt
- 1999 – Marita Ulvskog, partisekreterare
- 1999 – Sören Ekström, generalsekreterare
- 1999 – Ylva Eggehorn, författare
- 2003 – Stina Eliasson, riksdagsledamot
- 2006 – Bengt Olof Kälde, konstnär
- 2007 – Christer Åsberg, professor, bibelöversättare
- 2010 – Carl-Gustaf Andrén, professor, universitetskansler
- 2012 – Eva Teilus Rehnfeldt, fru, sameföreträdare
- 2013 – Gunnar Sibbmark, kyrkomötets ordförande[4]
- 2013 – Hilda Lind, direktor[4]
- 2018 – Ragnar Norrman, docent, kyrkohistoriker, herdaminnesutgivare[5]
- 2018 – Johannes Söderberg, präst, TV-producent[5]
- 2018 – Margareta Grape, chef för Kyrkornas världsråds FN-kontor
- 2022 – Syster Karin Johansson, nunna i Alsike kloster
- 2022 – Per Harling, präst, psalmförfattare, musiker
- 2024 - Helén Ottosson Lovén, f.d. generalsekreterare för Svenska kyrkan